# Cri-du-chatsyndroom
Het cri-du-chatsyndroom, ook wel 5p-deletiesyndroom, 5p-syndroom of syndroom van Lejeune is een zeldzame aangeboren afwijking die veroorzaakt wordt door een ontbrekend gedeelte (deletie) van chromosoom 5. De naam van het syndroom is afkomstig van de Franse uitdrukking voor kattengejank, die verwijst naar het kenmerkende katachtige gehuil van kinderen met de aandoening. Het syndroom werd voor het eerst beschreven in 1963 door de Franse kinderarts en wetenschapper Jérôme Lejeune. Er wordt geschat dat ongeveer 1 op de 50.000 levendgeborenen aan deze aandoening lijdt. De aandoening komt voor onder alle bevolkingsgroepen en komt iets vaker voor onder vrouwen: de verhouding is ongeveer 4:3.

## Kenmerken
De naam van het syndroom verwijst naar het kenmerkende gehuil van baby's die aan de aandoening lijden. Dit gehuil lijkt op hoog kattengejank, wat veroorzaakt wordt door afwijkingen aan het strottenhoofd en het zenuwstelsel. Ongeveer 1 op de 3 kinderen met de aandoening stopt met op deze manier huilen als ze twee jaar oud zijn. Andere kenmerken die bij het cri-du-chatsyndroom kunnen voorkomen, zijn:
- Voedingsproblemen vanwege moeite met slikken en zuigen
- Een laag geboortegewicht en langzame groei
- Zware verstandelijke, spraak- en motorische beperkingen
- Gedragsproblemen
- Ongewone gelaatstrekken
- Overmatig kwijlen
- Klein hoofd (microcefalie) en een kleine kaak (micrognathie)
- Ogen wijder uit elkaar dan normaal (hypertelorisme)

Andere kenmerken zijn spierhypotonie, een rond gezicht met bolle wangen, epicanthale plooien, afwijkende handlijnen, schuinstaande ogen, scheelzien, een platte neusbrug, naar beneden staande mondhoeken, laagstaande oren en korte vingers. Ook hebben mensen met deze aandoening vaak aangeboren hartafwijkingen, zoals ventrikelseptumdefect (VSD), atriumseptumdefect (ASD), tetralogie van Fallot of een openblijvende ductus arteriosus. Cri-du-chatsyndroom veroorzaakt geen onvruchtbaarheid en eventuele onvruchtbaarheid bij mensen met deze aandoening staat dan ook los van dit syndroom.
Mensen met deze aandoening hebben over het algemeen zware mentale problemen. Gedragsproblemen zoals hyperactiviteit, agressiviteit, woedeaanvallen en repetitieve bewegingen komen veel voor. Spraakproblemen zijn ook een kenmerkende eigenschap: ze vinden het dan ook moeilijk om met anderen te communiceren. Vaak komen kinderen met deze aandoening in eerste instantie niet verder dan een paar woorden tot een paar korte zinnen. Het wordt dan ook door zorgverleners aangeraden aan ouders om hun kind naar een logopedist te sturen. Deze logopedist kan het kind helpen om zich beter te leren uiten en om verstaanbaarder te praten. Ondanks de beschikbare zorg blijven mensen met de aandoening ook op volwassen leeftijd zware verstandelijke beperkingen houden.
Over het algemeen doorlopen mensen met de aandoening op redelijk normale wijze de puberteit. De ontwikkeling van secundaire geslachtskenmerken is vrijwel normaal en gelijktijdig vergeleken met die van gezonde kinderen. Meisjes met de aandoening beginnen op het normale tijdstip te menstrueren. Ook de ontwikkeling van het vrouwelijk voortplantingssysteem is over het algemeen normaal, hoewel er wel een enkele keer afwijkingen in de baarmoeder voorkomen. Mannen met de aandoening hebben vaak kleine teelballen, maar men gaat ervan uit dat de zaadproductie wel gewoon normaal verloopt.
In de puberteit en op volwassen leeftijd kan er sprake zijn van diepliggende ogen, een onderontwikkelde neusbrug, zijdelingse verkromming van de rug (scoliose), een ernstige beetanomalie (het niet juist op elkaar sluiten van de kaken), een prominent voorhoofd en ruwe gelaatstrekken.
Minder vaak voorkomende problemen zijn een hazenlip, fistels en goedaardige huidgezwelletjes op de voorkant van de oorschelp, een afwijkende of onderontwikkelde zwezerik, een verkeerde ligging van de darmen (malrotatie), megacolon, liesbreuk, ontwrichting van de heup, een niet ingedaalde of afwezige teelbal (cryptorchisme) en hypermobiliteit van de gewrichten. Het kan bij jongens voorkomen dat de plasbuis aan de onderkant van de eikel of zelfs halverwege of aan de basis van de penis uitmondt (hypospadie). Soms zijn er afwijkingen aan de vingers, de tenen of de voeten. Zo kan de pink gebogen zijn. Ook kunnen de wijsvinger en de middelvinger of de tweede en derde tenen aan elkaar vastgegroeid zijn (syndactylie). Verder komen klompvoeten en platvoeten weleens voor bij deze aandoening. Soms zijn de nieren samengegroeid of ze liggen op de verkeerde plek. De nieren kunnen ook onderontwikkeld zijn (nierhypoplasie) of er kan sprake zijn van een waterzaknier.

## Genetica
Cri-du-chatsyndroom wordt veroorzaakt door het gedeeltelijk ontbreken (deletie) van de p-arm van chromosoom 5. Dit is 5p-monosomie of gedeeltelijke monosomie. Ongeveer 90% van de gevallen ontstaat door een willekeurige de-novodeletie, een mutatie die niet is overgeërfd van een van beide ouders.

## Diagnose en verzorging
Kinderen met de aandoening worden gediagnosticeerd aan de hand van het kenmerkende, katachtige huilen en de bijbehorende fysieke problemen. Deze eigenschappen zijn duidelijk waar te nemen bij baby's die aan de aandoening lijden. Meestal wordt een kind met de aandoening al bij de geboorte door een dokter of verpleegkundige gediagnosticeerd. Eventueel kunnen genetische counseling en genetische screening aangeboden worden aan families met een familielid dat aan dit syndroom lijdt.
Voor de geboorte kan er al aangetoond worden of het ongeboren kind aan cri-du-chatsyndroom lijdt: een specifiek gedeelte van de p-arm van het vijfde chromosoom ontbreekt in dit geval. Het ontbreken van dit specifieke gedeelte veroorzaakt het cri-du-chatsyndroom. Dit kan aangetoond worden door het vruchtwater te onderzoeken of een vlokkentest uit te voeren. Er wordt dan met behulp van Giemsa-kleuring een karyotype gemaakt, waaraan afgelezen kan worden of er sprake is van cri-du-chatsyndroom bij het ongeboren kind.
Op latere leeftijd kan het nodig zijn dat het kind spraaktherapie, bewegingstherapie of ergotherapie krijgt. De spraakgebreken van een kind met deze aandoening vereisen vaak een logopedist, die het kind leert om zich goed uit te kunnen drukken. Ook hebben kinderen met deze aandoening vaak hartafwijkingen, die door middel van chirurgische ingrepen kunnen worden verholpen.